# 津田愛乃音
津田 愛乃音（つだ あのん、2007年11月8日 - ）は、愛知県みよし市出身の女子サッカー選手。マイナビ仙台レディースユース所属。ポジションはフォワード。

## 来歴

### ユース
2022年に朝日インテック・ラブリッジ名古屋のアカデミーである朝日インテック・ラブリッジ名古屋スターチスを卒業、2023年にマイナビ仙台レディースのユースチームに加入。2023年からマイナビ仙台のトップチームにも登録され、同年12月9日の大宮アルディージャVENTUS戦でWEリーグデビューした。
2024年9月21日、2024-25 WEリーグ第2節サンフレッチェ広島レジーナ戦でWEリーグ初得点を決めた。当時のリーグ最年少得点記録（16歳10ヶ月13日）であったが、この記録は翌週の第3節において青木夕菜（日テレ・東京メニーナ、16歳2ヶ月22日）に更新された。
2025年7月22日、菊地花奈と共にマイナビ仙台のトップチーム昇格が内定。

### 代表
2024年10月開催の2024 FIFA U-17女子ワールドカップの出場権獲得を懸けて、同年5月に開催されたAFC U17女子アジアカップ2024に臨むU-17日本女子代表に選出され、グループリーグ初戦のタイ代表戦で、後半途中出場ながら2得点を決めた。決勝戦で北朝鮮に敗れたもののU-17女子W杯の出場権を獲得し、ドミニカ共和国で行われた本戦の代表メンバーにも選出された。
2025年8月開催のAFC U20女子アジアカップ2026予選ではマレーシア代表戦で4得点を挙げるなど、3試合6得点の活躍で大暴れした。

## 個人成績

### クラブ
| クラブ                           | シーズン | リーグ      | 背番号 | リーグ戦 | リーグ戦 | カップ戦 | カップ戦 | リーグ杯 | リーグ杯 | AFC  | AFC  | 合計 | 合計 |
| クラブ                           | シーズン | リーグ      | 背番号 | 出場     | 得点     | 出場     | 得点     | 出場     | 得点     | 出場 | 得点 | 出場 | 得点 |
| -------------------------------- | -------- | ----------- | ------ | -------- | -------- | -------- | -------- | -------- | -------- | ---- | ---- | ---- | ---- |
| 朝日インテック・ラブリッジ名古屋 | 2022     | なでしこ1部 | 29     | 1        | 0        | -        | -        | —        | —        | —    | —    | 1    | 0    |
| マイナビ仙台レディースユース     | 2023     | —           | 10     | —        | —        | 1        | 0        | —        | —        | —    | —    | 1    | 0    |
| マイナビ仙台レディース           | 2023-24  | WE          | 31     | 1        | 0        | -        | -        | 4        | 0        | -    | -    | 5    | 0    |
| マイナビ仙台レディース           | 2024-25  | WE          | 31     | 19       | 2        | 2        | 0        | 2        | 0        | -    | -    | 23   | 2    |
| マイナビ仙台レディース           | 2025/26  | WE          | 31     |          |          |          |          |          |          | -    | -    |      |      |
| マイナビ仙台レディース           | 通算     | 通算        | 通算   | 20       | 2        | 2        | 2        | 6        | 0        | 0    | 0    | 28   | 2    |
| 通算                             | 日本     | 日本        | 1部    | 21       | 2        | 2        | 0        | 6        | 0        | 0    | 0    | 29   | 2    |
| 通算                             | 日本     | 日本        | その他 | 0        | 0        | 1        | 0        | 0        | 0        | 0    | 0    | 1    | 0    |
| 総通算                           | 総通算   | 総通算      | 総通算 | 21       | 2        | 3        | 0        | 6        | 0        | 0    | 0    | 30   | 2    |

1. ↑  2種登録選手
2. 1 2  育成組織TOP可選手
3. ↑  2026年1月まで育成組織TOP可選手

- 日本女子サッカーリーグ
  - 初出場 - 2022年9月3日 なでしこリーグ1部 第16節 オルカ鴨川FC戦 (豊田市運動公園陸上競技場)[14]

- WEリーグ
  - 初出場 - 2023年12月9日 第5節 大宮アルディージャVENTUS戦 (ユアテックスタジアム仙台)[6]
  - 初得点 - 2024年9月21日 第2節 サンフレッチェ広島レジーナ戦 (エディオンピースウイング広島)[6]

### 代表

#### 主な出場大会
- U-17日本女子代表
  - AFC U17女子アジアカップ2024
  - 2024 FIFA U-17女子ワールドカップ